# کلدیو هیوسایین
کلدیو هیوسایین (اسپانیایی: Claudio Husaín‎؛ زادهٔ ۲۰ نوامبر ۱۹۷۴) یک بازیکن فوتبال اهل آرژانتین است.

## تیم ملی
وی همچنین در تیم ملی فوتبال آرژانتین بازی کرده است.